# Leptognathia crassa
Leptognathia crassa är en kräftdjursart som beskrevs av Hansen 1913. Leptognathia crassa ingår i släktet Leptognathia och familjen Leptognathiidae. Inga underarter finns listade i Catalogue of Life.